# 육조대사법보단경 (보물 제2063호)
육조대사법보단경(六祖大師法寶壇經)은 경상남도 사천시 백천사에 있는, 1책(64장)으로 1290년(충렬왕 16년) 원나라의 덕이 선사(德異 禪師)가 편찬한 책을 고려 수선사(修禪社) 제10대 조사인 혜감국사 만항(萬恒, 1249～1319)이 받아들여, 1300년(충렬왕 26년) 강화 선원사(禪源寺)에서 간행한 판본이다.
2014년 3월 20일 경상남도 유형문화재 제561호 사천 백천사 육조대사 법보단경로 지정되었다가, 2020년 4월 23일 대한민국의 보물 제2063호로 승격되었다.

## 지정 사유
『육조대사법보단경』은 중국 선종(禪宗)의 제6조인 당나라 혜능(慧能, 638-713)이 소주(韶州)의 대범사(大梵寺)에서 대중에게 육조(六祖)의 지위에 이르기까지의 수행과정과 문인들의 수행을 위하여 설법한 10가지 법문을 그의 제자 법해(法海)가 집성한 불경이다.
덕이 선사는 고려 승려들과도 활발히 교류하였으며, 같은 임제종(臨濟宗) 승려 고봉원묘(高峰原妙, 1238～1295)와 함께 고려 불교에 큰 영향을 미친 인물이기도 하다.
'육조대사법보단경'은 혜능의 선사상을 이해하기 위해서나 선종의 성립사를 연구하는데 있어서 가장 중요한 자료이기 때문에 우리나라 19세기에 이르기까지 지속적으로 간행되었으나, 백천사 소장본이 우리나라에 전래된 관련 경전 가운데 시기적으로 가장 이른 것으로 알려져 있다. 또한 조선시대에 보이는 ‘덕이본(德異本)’ 계열의 책들과도 판식(板式)의 차이점이 보여 고려시대의 특징을 보여준다.
서문 하단에는 '박선묵인(朴銑黙印)', '덕운(德雲)'과 미상의 장서인(藏書印)이 날인되어 있다. 박선묵은 1908년(융희 2년) 각종 밀교경전을 번역하고, 1912년에는 인왕사 옛터에 선암정사(禪巖精舍)를 건립하는 등 조선 말기에 활발한 활동을 한 인물로서, 그의 장서인은 이 경전의 전래 경위와 쓰임을 유추하게 해 준다.
『육조대사법보단경』은 선종의 핵심사상을 파악할 수 있는 지침서이자 한국 선종의 역사에 지대한 영향을 미친 불경으로 중요성이 있으며, 이 중 백천사 소장본은 우리나라에 현존하는 같은 종류의 경전 중 가장 오래된 판본으로 알려져 있다. 따라서 불교학 연구는 물론 고려시대 말기 목판인쇄문화를 규명할 수 있는 귀중한 자료로서 학술적․서지학적 가치가 높은 것으로 평가되므로 보물로 지정해 관리할 필요가 있다.

## 같이 보기
- 육조대사법보단경

## 주해
1. ↑  중국 선종의 창시자 달마대사의 법계를 이은 제6대 조사(祖師)
2. ↑  1231에 태어나 1308에 사망한 원나라의 승려로, 몽산덕이(蒙山德異)라고도 한다. 고려 승려들 중 혜감국사 만항과 긴밀히 교류해 ‘고담(古潭)’이라는 호를 주기도 했다.

## 참고 자료
- 육조대사법보단경 - 국가유산청 국가유산포털
- 이 문서에는 문화재청에서 공공누리 제1유형으로 배포된 자료를 바탕으로 한 내용이 포함되어 있습니다.